# Sharon Lawrence
Sharon Elizabeth Lawrence (Charlotte, 29 juni 1961) is een Amerikaans actrice. Zij verscheen in 2003 en 2004 als Maisy Gibbons in drie afleveringen van Desperate Housewives en werd daarvoor voor de vierde keer genomineerd voor een Emmy Award. Haar eerdere drie nominaties kreeg ze in 1994, 1995 en 1996 voor NYPD Blue, waarin ze van september 1993 tot en met mei 1999 hulpofficier van justitie Sylvia Costas speelde. Daarvoor won Lawrence samen met de hele cast in 1995 daadwerkelijk een Screen Actors Guild Award.
Lawrence speelde eenmalige gastrolletjes in televisieseries als Beverly Hills, 90210 en Cheers voordat ze in 1994 debuteerde op het witte doek als een naamloze verkoopster bij een juwelier in Bloodfist V: Human Target. Hoewel dat niet haar laatste bioscoopfilm was, vervolgde haar acteercarrière zich vooral op televisie. Lawrence speelde in ruim tien televisiefilms en gaf gestalte aan wederkerende personages in meer dan 175 afleveringen van verschillende televisieseries. Haar omvangrijkse rollen daarin waren die in NYPD Blue en die als Gwen Leonard in de komedieserie Fired Up.
Lawrence trouwde in 2002 met Tom Apostle.

## Filmografie
*Exclusief 10+ televisiefilms
- Solace (2015)
- Una Vida: A Fable of Music and the Mind (2015)
- Grace. (2014)
- Born to Race 2: Fast Track (2014)
- Jimmy (2013)
- Middle of Nowhere (2012)
- The Perfect Family (2011)
- Fool Me Once (kortfilm, 2006)
- The Alibi (2006)
- Nearing Grace (2005)
- Little Black Book (2004)
- Fly Cherry (2003)
- Gossip (2000)
- Aftershock: Earthquake in New York (1999, televisiefilm)
- The Only Thrill (1997)
- Bloodfist V: Human Target (1994)

## Televisieseries
*Eclusief eenmalige gastrollen
- Privileged - Shelby Smith (2008-2009, drie afleveringen)
- Monk - Linda Fusco (2006-2008, vier afleveringen)
- The Line - Jayne (2008, vijftien afleveringen)
- Hidden Palms - Tess Wiatt (2007, acht afleveringen)
- Desperate Housewives - Maisy Gibbons (2004-2005, drie afleveringen)
- Wolf Lake - Vivian Cates (2001-2002, negen afleveringen)
- Philly - Tabitha Davenport (2002, twee afleveringen)
- Ladies Man - Donna Stiles (1999-2001, 30 afleveringen)
- NYPD Blue - A.D.A. Sylvia Costas (1993-1999, 97 afleveringen)
- Fired Up - Gwen Leonard (1997-1998, 28 afleveringen)
- Rizzoli & Isles - Dr. Hope Martin

- Gemeinsame Normdatei: 1280951125
- International Standard Name Identifier: 0000 0000 4860 1594
- Library of Congress Control Number: no2006055696
- Nationale Bibliotheek van Israël: 987012124754005171
- Virtual International Authority File: 26818189
- WorldCat: E39PBJwRXymvRMYJ8FBpM9yrv3